# Österreichische Rennwagen Meisterschaft
Österreichische Rennwagen Meisterschaft – cykl wyścigów samochodowych w Austrii, rozgrywanych według przepisów Formuły 3.

## Mistrzowie
| Sezon | Mistrz                  | Zespół                       | Samochód                                    |
| ----- | ----------------------- | ---------------------------- | ------------------------------------------- |
| 1982  | Johann Reindl           | Walter Lechner Racing School | Ralt RT3-Toyota                             |
| 1984  | Ernst Franzmaier        | Team Lechner Racing School   | Ralt RT3-Volkswagen                         |
| 1985  | Willi Schuster          | Team Lechner Racing School   | Ralt RT3-Volkswagen                         |
| 1986  | Franz Theuermann        | Team Lechner Racing School   | Ralt RT3-Volkswagen                         |
| 1987  | Franz Binder            | Bross Druck Chemie Racing    | Reynard 863-Volkswagen                      |
| 1988  | Karl Wendlinger         | Krafft Walzen Team           | Ralt RT32-Alfa Romeo                        |
| 1989  | Josef Neuhauser         | MSC Aschau                   | Reynard 873-Volkswagen                      |
| 1990  | Josef Neuhauser         | MSC Aschau                   | Reynard 893-Volkswagen                      |
| 1991  | Josef Neuhauser         | Mönninghoff Sport Promotion  | Reynard 903-Volkswagen                      |
| 1992  | Peter Wieser            | RSM Marko                    | Eufra 390-Volkswagen Reynard 923-Alfa Romeo |
| 1993  | Alexander Wurz          | RSM Marko                    | Dallara F393-Fiat                           |
| 1994  | Josef Neuhauser         | Achleitner Motorsport        | Ralt RT36-Volkswagen                        |
| 1995  | Josef Neuhauser         | Achleitner Motorsport        | Dallara F394-Opel                           |
| 1996  | Josef Neuhauser         | Achleitner Motorsport        | Dallara F394-Opel                           |
| 1997  | Josef Neuhauser         | Achleitner Motorsport        | Dallara F394-Opel                           |
| 1998  | André Fibier            | Franz Wöss Racing            | Dallara F395-Opel                           |
| 1999  | André Fibier            | Franz Wöss Racing            | Dallara F397-Opel                           |
| 2000  | Fulvio Cavicchi         | Azeta Sava Olimpija          | Dallara F397-Opel                           |
| 2001  | Jaroslav Kostelecký     | Czech National Team          | Dallara F399-Opel                           |
| 2002  | Jaroslav Kostelecký     | KFR Team F3                  | Dallara F300-Opel                           |
| 2003  | Diego Romanini          | JMS Jenichen Motorsport      | Dallara F399-Opel                           |
| 2004  | Andreas Zuber           | Penker Racing                | Dallara F303-Opel                           |
| 2005  | Michael Herck           | Jama Investments             | Dallara F305-Opel                           |
| 2006  | Harald Schlegelmilch    | HS Technik Motorsport        | Dallara F303-Opel Dallara F305-Opel         |
| 2007  | Stefan Neuburger        | Franz Wöss Racing            | Dallara F302-Opel                           |
| 2008  | Patrick Tiller          | Jenichen Motorsport          | Dallara F302-Opel                           |
| 2009  | Francesco Lopez         | Franz Wöss Racing            | Dallara F302-Opel                           |
| 2010  | Florian Schnitzenbaumer | Franz Wöss Racing            | Dallara F302-OPC                            |
| 2011  | Florian Schnitzenbaumer | Franz Wöss Racing            | Dallara F302-OPC                            |
| 2012  | Franz Wöss              | Franz Wöss Racing            | Dallara F302-OPC Dallara F305-OPC           |
| 2013  | Christopher Höher       | Franz Wöss Racing            | Dallara F305-OPC                            |
| 2014  | Florian Schnitzenbaumer | Franz Wöss Racing            | Dallara F302-OPC                            |
| 2015  | Christopher Höher       | Franz Wöss Racing            | Dallara F308-OPC Dallara F312-Oreca         |
| 2016  | Paolo Brajnik           | Puresport                    | Dallara F308-Volkswagen                     |
| 2017  | Andrea Cola             | Monolite Racing              | Dallara F312-Mercedes                       |
| 2018  | Andrea Cola             | Monolite Racing              | Dallara F312-Mercedes                       |
| 2019  | Andrea Cola             | Monolite Racing              | Dallara F312-Mercedes                       |
| 2020  | Sandro Zeller           | Jo Zeller Racing             | Dallara F312-Mercedes                       |
| 2021  | Stefan Fürtbauer        | Franz Wöss Racing            | Dallara F316-OPC                            |